# Johannes von Würzburg
Johannes von Würzburg war ein fränkischer Kleriker, der einen Bericht über seine Pilgerfahrt ins Heilige Land verfasst hat, die er nach 1160 und vor 1170 durchführte.
Über sein Leben ist weiter nichts bekannt. Das Werk, erstmals 1721 als Descriptio Terrae Sanctae ediert, ist einem socius und domesticus Dietricus gewidmet, der mit einem Theodericus Monachus identisch sein könnte, der um 1172 ebenfalls nach Jerusalem pilgerte und darüber einen Bericht verfasste.
Interessant sind die Nachrichten zur Topographie Jerusalems in der Zeit zwischen dem Zweiten und dem Dritten Kreuzzug, vor allem aber die zahlreichen Inschriften, die Johannes im Text überliefert. Er notiert die vielen christlichen Nationen in der Heiligen Stadt, beobachtet die nationalen Rivalitäten und bestreitet den Franzosen das Hauptverdienst bei der Eroberung 1099. Hier betont er die Leistungen deutscher Ritter, die er als Francones (Franken) bezeichnet. Dieser Bericht des Johannes ist für Ludwig Schmugge ein wichtiger Beleg dafür, dass auch die Erfahrungen auf Pilgerfahrten zur Entstehung und schriftlichen Fixierung von „nationalen“ Vorurteilen im 11. und 12. Jahrhundert beigetragen haben.
Ein Teil der Informationen beruht auf der Schrift des Fretellus aus Antiochia.
Die älteste Handschrift des Textes aus dem 12. Jahrhundert stammt aus der Bibliothek des Klosters Tegernsee und wird seit der Säkularisation unter der Signatur clm 19418 in der Bayerischen Staatsbibliothek in München aufbewahrt.

## Ausgaben und Übersetzungen

### Ausgaben
- Titus Tobler: Descriptiones terrae sanctae. J. C. Hinrichs, Leipzig 1874, S. 108–192, 415–448 (Digitalisat).
- Robert B. C. Huygens: Peregrinationes tres (= Corpus Christianorum Continuatio Mediaevalis Band 139). Brepols, Turnhout 1994, ISBN 978-2-503-04391-3, S. 78–141.

### Übersetzungen
- Aubrey Stewart: Description of the Holy Land. Palestine Pilgrims’ Text Society, London 1890 (Digitalisat).
- Ferdinand Khull: Zweier deutscher Ordensleute Pilgerfahrt nach Jerusalem. Styria, Graz 1895, S. 106–156 (Digitalisat).
- Silverio Franzoni, Elisa Lonati: Tre pellegrinaggi in Terrasanta (= Corpus Christianorum in Translation Band 35). Brepols, Turnhout 2020, ISBN 978-2-503-58900-8.